# Ancita cristata
Ancita cristata är en skalbaggsart som först beskrevs av Francis Polkinghorne Pascoe 1875.  Ancita cristata ingår i släktet Ancita och familjen långhorningar. Inga underarter finns listade i Catalogue of Life.